# Stazione di Resiutta
La stazione di Resiutta era una stazione ferroviaria a servizio del comune omonimo, in provincia di Udine, posta sul vecchio tracciato della ferrovia Pontebbana, dismesso nel 1995.

## Storia

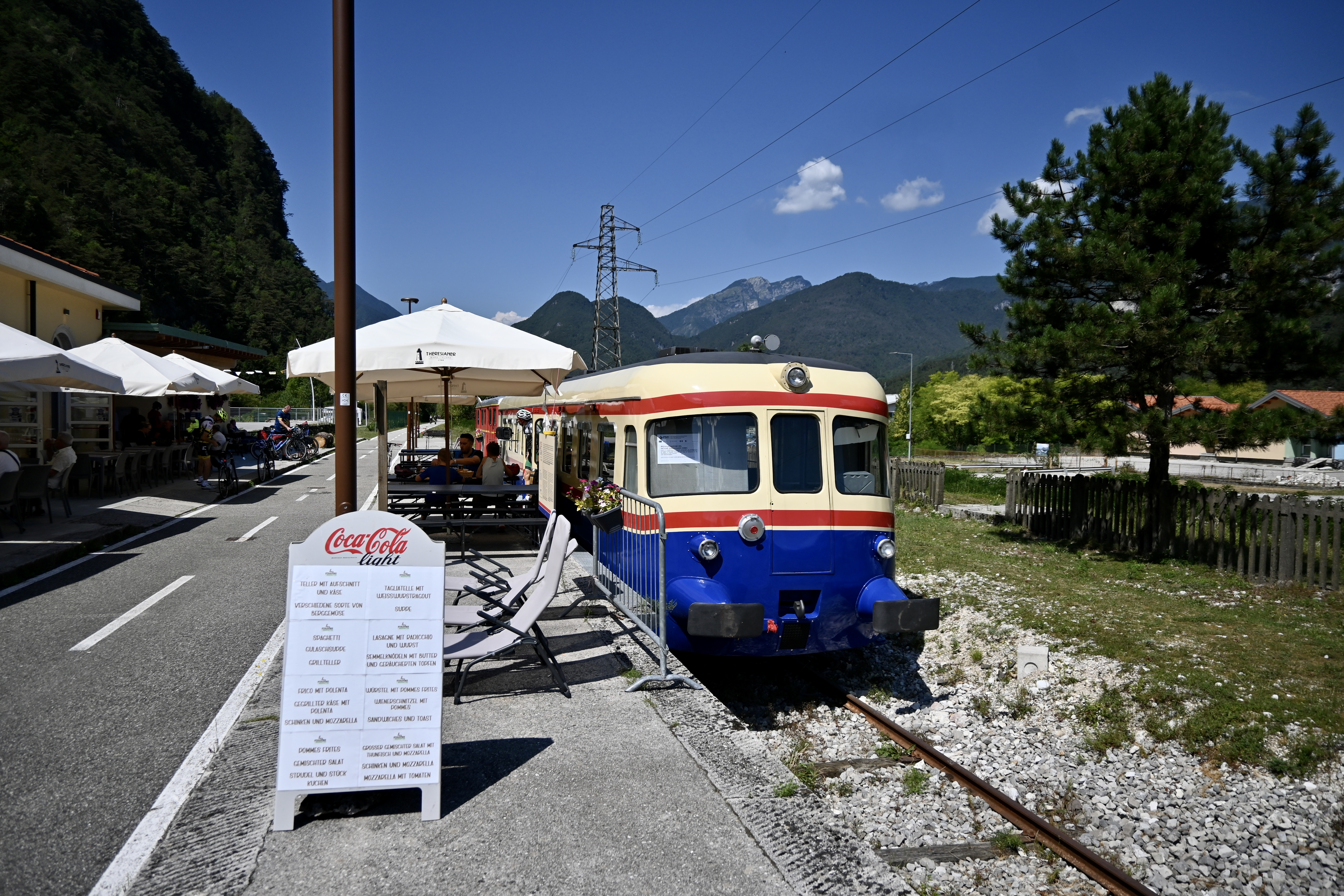
L'ADn 801 monumentata come sala di ristoro

L'impianto fu aperto il 17 maggio 1877, quando il comune fu raggiunto dalla Pontebbana. Rimase capolinea fino al 14 maggio dell'anno seguente, quando fu attivato il tratto diretto a Chiusaforte.
Il servizio viaggiatori fu soppresso nel 1995 assieme al tronco Carnia-Pontebba.
Nel 2005, il sedime ferroviario della stazione fu parzialmente recuperato come percorso della ciclovia Alpe Adria.
Nel 2023, fu aperto un servizio di ristoro che utilizza l'ADn 801 come sala. L'automotrice fu donata nel 2019 all'amministrazione comunale di Resiutta dalla Società Ferrovie Udine-Cividale (FUC) e fu monumentata presso il piazzale binari. Fu restaurata dalla Laar nel 2022, per renderla atta come sala di ristoro e per esposizioni museali.

## Strutture e impianti
La stazione disponeva di un fabbricato viaggiatori, di altre due strutture di servizio e di due banchine che servivano i due binari della linea. Oltre a questi ve ne era un altro utilizzato per le precedenze e sprovvisto di banchina. Era presente anche uno scalo merci composto da un piano caricatore, un piazzale dietro a quest'ultimo e da due tronchini.